# Panamá
Panamá, tên gọi chính thức là nước Cộng hòa Panamá (tiếng Tây Ban Nha: República de Panamá), là một quốc gia tại Trung Mỹ. Quốc gia này có biên giới với Costa Rica về phía tây, Colombia về phía đông nam, biển Caribe về phía bắc và Thái Bình Dương về phía nam. Thủ đô và thành phố lớn nhất là thành phố Panamá, vùng đại đô thị của thủ đô là nơi cư trú của hơn một nửa trong số 4 triệu dân trong nước.
Panamá có một vài bộ lạc bản địa định cư từ trước khi người Tây Ban Nha đến vào thế kỷ XVI. Panama tách khỏi Tây Ban Nha vào năm 1821 và gia nhập một liên hiệp mang tên Cộng hoà Đại Colombia. Đến khi Đại Colombia giải thể vào năm 1831, Panamá thuộc Cộng hoà Colombia. Do được Hoa Kỳ giúp đỡ, Panamá ly khai từ Colombia vào năm 1903, và cho phép Hoa Kỳ xây dựng kênh đào Panamá từ năm 1904 đến 1914. Năm 1977, một hiệp định được ký kết với nội dung Hoa Kỳ chuyển giao toàn bộ kênh đào cho Panama vào cuối thế kỷ XX, hạn cuối là 31 tháng 12 năm 1999.
Doanh thu từ thuế kênh đào tiếp tục chiếm một phần đáng kể trong GDP của Panamá, song thương mại, ngân hàng và du lịch là các lĩnh vực lớn và đang phát triển. Năm 2015, Panamá đứng thứ 60 thế giới về chỉ số phát triển con người. Kể từ năm 2010, Panama duy trì là nền kinh tế có tính cạnh tranh thứ nhì tại Mỹ Latinh. Rừng rậm bao phủ 40% diện tích đất liền Panama, tại đó có nhiều loài động thực vật nhiệt đới, một số không thấy được ở những nơi khác.

## Lịch sử
Sau thời kì thám hiểm của Cristoforo Colombo (1502) và Balboa (1513), eo đất này là thuộc địa Tây Ban Nha từ đầu thế kỷ XVI, thực dân Tây Ban Nha đã mở những con đường để chuyển vàng, bạc từ Panama và Peru ra hướng Đại Tây Dương.
Vùng này trực thuộc Phó vương quốc Peru (1542) và New Grenada (1740), bị sáp nhập vào Đại Colombia năm 1819. Năm 1855, cuộc đổ xô tìm vàng ở California dẫn đến việc xây dựng đường sắt nối liền Colón với Panama. Từ năm 1881 đến năm 1889, Ferdinand de Lesseps tiến hành khai thông kênh đào Panama, công trình bị trì hoãn vì thiếu vốn.
Đa phần chính trị trong nước Panama ở thế kỷ hai mươi gắn liền với Kênh đào Panama và chính sách đối ngoại của Hoa Kỳ. Đầu thế kỷ XX, Theodore Roosevelt đã theo đuổi những nỗ lực đối ngoại của Hoa Kỳ nhằm tạo lập một thỏa thuận với Colombia sẽ cho phép Mỹ tiếp nhận hoạt đồng điều hành kênh của Pháp vốn bắt đầu từ thời Ferdinand de Lesseps. Tháng 11 năm 1903, Hoa Kỳ ủng hộ phong trào Separatist Junta bí mật gồm một số chủ đất giàu có người Panama dưới sự lãnh đạo của Tiến sĩ Manuel Amador Guerrero nhằm ly khai khỏi Colombia.
Ngày 3 tháng 11 năm 1903, Panama tuyên bố độc lập khỏi Colombia. Chủ tịch Hội đồng Thành phố, Demetrio H. Brid, cơ quan chính quyền cao nhất thời điểm đó, trở thành Tổng thống trên thực tế, và đã chỉ định một Chính phủ Lâm thời ngày 4 tháng 11 để điều hành công việc của nhà nước cộng hòa mới thành lập. Hoa Kỳ, với tư cách quốc gia đầu tiên công nhận nước Cộng hoà Panama mới, đã gửi quân tới bảo vệ những lợi ích kinh tế của nước này. Quốc hội Lập hiến năm 1904 đã bầu Tiến sĩ Manuel Amador Guerrero, một thành viên nổi bật thuộc đảng chính trị bảo thủ, làm Tổng thống hợp hiến đầu tiên của nước Cộng hoà Panama.
Tháng 12 năm 1903, những đại diện của nước cộng hòa đã ký Hiệp ước Hay-Bunau Varilla trao cho Hoa Kỳ quyền xây dựng và quản lý vô hạn định với Kênh đào Panama, mở cửa từ năm 1914. Hiệp ước này đã trở thành một vấn đề ngoại giao tiềm tàng giữa hai quốc gia, trở thành căng thẳng nhất vào Ngày của Martyr (9 tháng 1 năm 1964). Những vấn đề này sau đó đã được giải quyết khi hai bên ký Các hiệp ước Torrijos-Carter năm 1977.
Ý định ban đầu của những người thành lập đất nước là mang lại sự hòa hợp giữa hai đảng chính trị chính (Bảo thủ và Tự do). Chính phủ Panama đã trải qua các giai đoạn bất ổn chính trị và tham nhũng, tuy nhiên, ở nhiều thời điểm trong lịch sử của mình, thời gian cầm quyền của các vị tổng thống hợp hiến thường rất ngắn ngủi. Năm 1968, một cuộc đảo chính lật đổ chính phủ của vị tổng thống mới được bầu gần đó là Arnulfo Arias Madrid diễn ra. Tướng Omar Torrijos cuối cùng đã trở thành người nắm quyền lực trong một chính phủ quân sự (junta), và sau này trở thành nhà lãnh đạo độc đoán cho tới tận khi ông chết trong một vụ tai nạn máy bay gây nghi ngờ năm 1981. Sau cái chết của Torrijos, quyền lực dần được tập trung trong tay Tướng Manuel Antonio Noriega, cựu lãnh đạo lực lượng cảnh sát mật Panama và cựu nhân viên CIA. Noriega liên quan tới vụ buôn lậu thuốc phiện vào Hoa Kỳ, dẫn tới những căng thẳng trong quan hệ hai nước cuối thập niên 1980.
Ngày 20 tháng 12 năm 1989, hai mươi bảy nghìn quân Mỹ  tấn công Panama nhằm lật đổ Noriega. Vài giờ sau vụ tấn công, tại một buổi lễ diễn ra bên trong một căn cứ quân sự Mỹ tại Vùng Kênh đào Panama cũ, Guillermo Endara (người chiến thắng trong cuộc bầu cử tháng 5 năm 1989) tuyên thệ nhậm chức tổng thống mới của Panama. Cuộc tấn công diễn ra mười năm trước khi quyền quản lý Kênh Panama được giao lại cho người Panama, theo một thời gian biểu do Các hiệp ước Torrijos-Carter quy định. Sau cuộc tấn công, Noriega tìm cách xin tị nạn tại sứ quán Vatican qua phái bộ ngoại giao do Monsignor Jose S. Laboa đại diện. Quân Mỹ vây quanh sứ quán nhưng không dám xông vào bắt. Lúc đầu họ đề nghị Giáo hoàng trục xuất nhưng bị từ chối. Vì thế các chuyên gia tâm lý chiến đã sử dụng vũ khí âm thanh để ép Noriega ra ngoài, chiến dịch này được mang mật danh "Just Cause".
Để buộc Noriega đầu hàng, các lực lượng Mỹ đã dùng xe quân sự lắp loa phóng thanh công suất lớn vây quanh sứ quán thành một vòng chơi và chơi ầm ĩ liên tục bên ngoài đại sứ quán bài "Panama," nhóm nhạc Rock thập niên 1980 Van Halen. (WSJ) Lưu trữ ngày 3 tháng 4 năm 2007 tại Wayback Machine hoặc các bài nhạc Rock nặng khác. Sau vài ngày, do không chịu nổi thể loại nhạc này (vốn Noriega được biết là người rất thích nhạc Opera) nên Noriega đã đầu hàng quân Mỹ, và bị đưa về Florida để chính thức bị dẫn độ và xét xử trước các cơ quan tòa án liên bang Mỹ. Năm 1992, nhà độc tài Panama bị tòa Mỹ kết án 40 năm tù vì buôn lậu ma tuý, gian lận, và rửa tiền và chịu trách nhiệm về cuộc phóng thích tù binh trước hạn (parole) tháng 9 năm 2007., sau được giảm xuống còn 30 năm.
Theo Các hiệp ước Torrijos-Carter, Hoa Kỳ trả lại toàn bộ kênh đào và những vùng đất liên quan cho Panama ngày 31 tháng 12 năm 1999, nhưng giữ quyền can thiệp quân sự vì quyền lợi an ninh quốc gia của họ. Panama cũng giành được quyền kiểm soát những tòa nhà và cơ sở hạ tầng liên quan cũng như quyền quản lý hành chính đầy đủ với Kênh đào Panama.
Nhân dân Panama đã tán thành việc mở rộng kênh, và sau khi được hoàn thành, nó sẽ cho phép các tàu post-Panamax đi qua cũng như tăng số lượng tàu lưu thông.

## Chính trị
Chính trị Panama theo hình thức nhà nước Cộng hòa tổng thống đại diện dân chủ, theo đó Tổng thống Panama vừa là lãnh đạo quốc gia vừa là lãnh đạo chính phủ, và một hệ thống nghị viện đa đảng. Quyền hành pháp thuộc chính phủ. Quyền lập pháp vừa do chính phủ vừa do Quốc hội đảm nhiệm. Tư pháp độc lập với hành pháp và lập pháp.
Chính phủ theo chế độ dân chủ lập hiến, trong đó:
- Cơ quan hành pháp: đứng đầu nhà nước là Tổng thống, tiếp theo là 2 Phó Tổng thống, được bầu cử với nhiệm kỳ 5 năm. Nội các được chỉ định bởi Tổng thống.
- Cơ quan lập pháp: Quốc hội lập pháp lưỡng viện gồm 71 thành viên được bầu cử với các nhiệm kỳ 5 năm.
- Cơ quan tư pháp: Tòa án Công lý Tối cao gồm 9 thẩm phán được chỉ định với nhiệm kỳ 10 năm; 5 tòa án tối cao, 3 tòa thượng thẩm.

## Khu vực hành chính

Chính tỉnh và comarcas cấp tỉnh của Panama.

Theo hành chính, các khu vực chính của Panama gồm chín tỉnh và năm vùng lãnh thổ bản xứ (comarcas indígenas) cấp tỉnh.
Tỉnh
- Bocas del Toro
- Coclé
- Colón
- Chiriquí
- Darién
- Herrera
- Los Santos
- Panamá
- Veraguas

Comarcas cấp tỉnh
- Emberá
- Kuna Yala
- Ngäbe-Buglé Comarca
- Kuna de Madugandí
- Kuna de Wargandí

## Địa lý

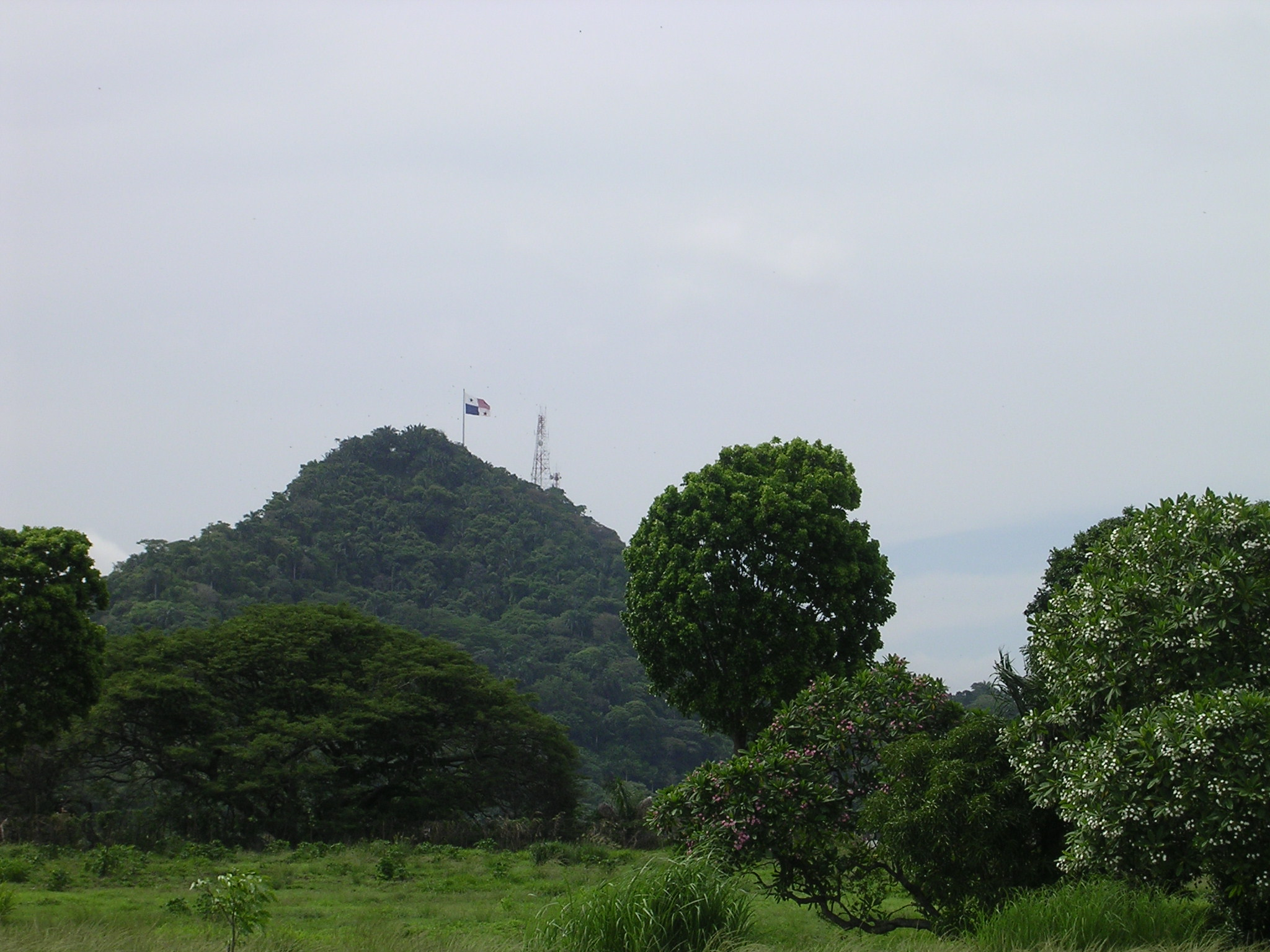
Đồi Ancon Panama.

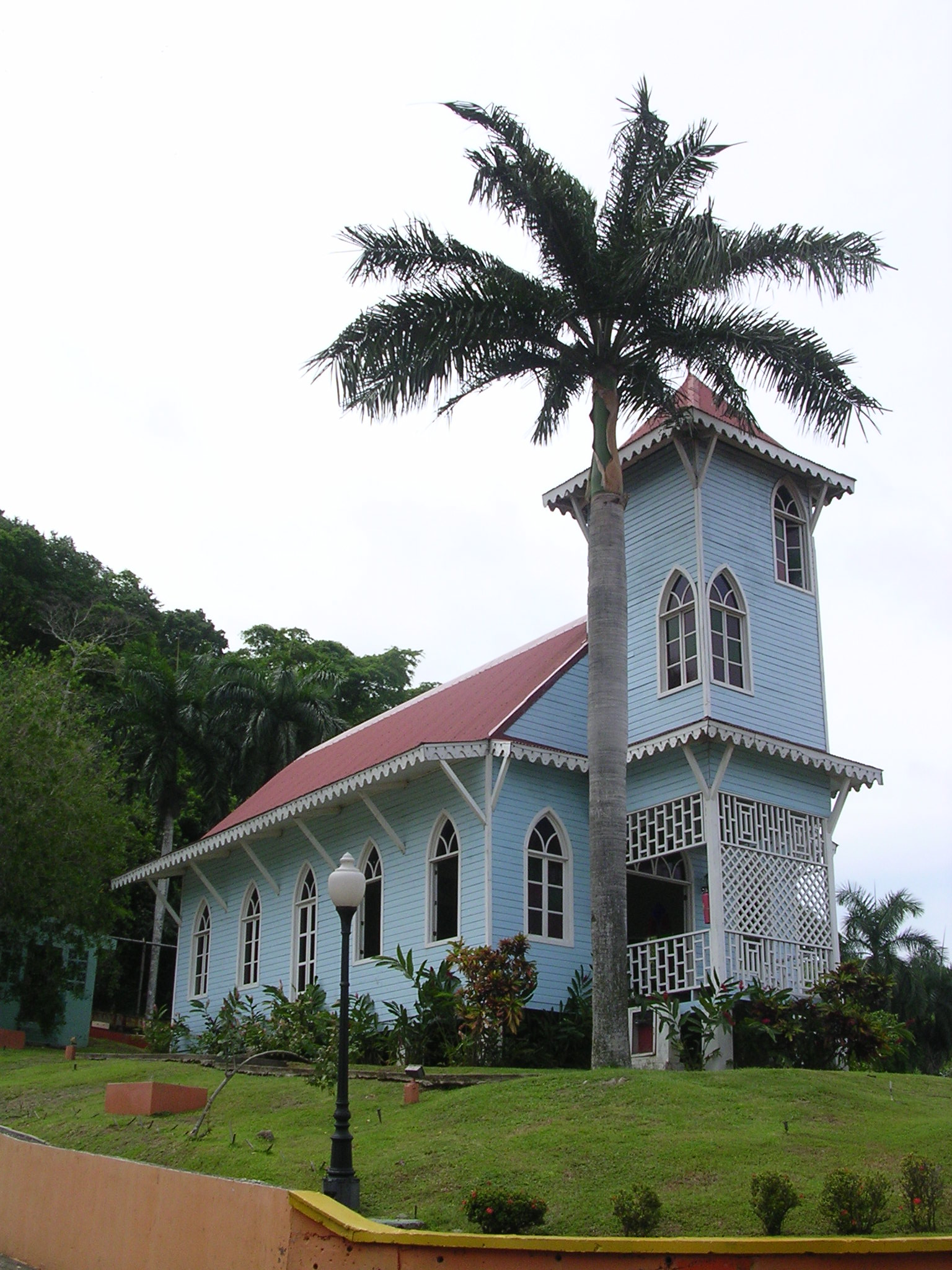
Một căn nhà kiểu châu Phi-Panama truyền thống.

Panama nằm ở Trung Mỹ, giáp với cả Biển Caribe và Thái Bình Dương, giữa Colombia và Costa Rica. Nước này có vị trí chiến lược ở điểm cuối phía đông Eo Panama, một cầu lục địa lớn nối Bắc và Nam Mỹ. Tới năm 1999, Panama đã kiểm soát Kênh đào Panama nối Bắc Đại Tây Dương qua Biển Caribe với Bắc Thái Bình Dương.
Địa hình rừng già hầu như không thể xâm nhập của Vực Darien giữa Panama và Colombia. Nó tạo ra khoảng đứt của Xa lộ Xuyên Mỹ, nếu không tuyến đường này sẽ nối liền từ Alaska tới Patagonia.

## Kinh tế
Kinh tế Panama dựa trên dịch vụ, chủ yếu là ngân hàng, thương mại và du lịch, vì vị trí địa lý chiến lược của nó. Việc chuyển giao quyền quản lý kênh đào và các căn cứ quân sự của Mỹ khiến các dự án xây dựng mới ở đây bùng nổ. Chính quyền Martín Torrijos đã tiến hành nhiều cuộc cải cách cơ cấu gây tranh cãi, như cải cách thuế và một cuộc cải cách an sinh xã hội rất khó khăn. Hơn nữa, một cuộc trưng cầu dân ý về việc xây dựng một bộ cửa cống thư ba cho Kênh đào Panama đã được đại đa số dân chúng tán thành (dù số người đi bầu ít ỏi) ngày 22 tháng 10 năm 2006. Con số ước tính chính thức chi phí cho việc xây dựng này lên tới 5.25 tỷ dollar Mỹ.
Kinh tế Panaman tăng trưởng 8% năm 2006 và lần đầu tiên trong mười năm qua lĩnh vực công cộng đã kết toán năm 2006 với một con số thặng dư thương mại khoảng 88 triệu USD. Hơn nữa, theo thông tin được công bố bằng tiếng Tây Ban Nha, "Informe Fiscal - Cierre año 2006" của Bộ Kinh tế và Tài chính ngày 14/02/2007, mức GDP danh nghĩa chính thức năm 2006 lên tới 16.704 tỷ dollar Mỹ; xem đường link bên dưới của bộ này.
Đồng tiền tệ Panama là balboa, được quy định ở mức trao đổi tương đương với đồng dollar Mỹ. Tuy nhiên, trên thực tế, nước này đã bị dollar hoá; Panama có đồng tiền xu riêng của mình nhưng sử dụng tất cả các loại tiền giấy bằng dollar Mỹ. Panama là một trong ba quốc gia trong vùng đã dollar hoá nền kinh tế, hai nước kia là Ecuador và El Salvador.
Panama là một nước có nền kinh tế ổn định nhất trong số các nước Mỹ Latinh, Panama có các lĩnh vực dịch vụ tiên tiến chiếm khoảng 75% GDP. Các dịch vụ bao gồm Kênh đào Panama, ngân hàng, Khu tự do Colon, bảo hiểm, cảng container, đăng ký tàu đô đốc và du lịch. Thời kỳ khủng hoảng của Khu vực Tự do Colon và sự giảm giá mạnh của các mặt hàng xuất khẩu, sự giảm tốc độ sản xuất toàn cầu và việc rút quân của Mỹ đã làm giảm tốc độ tăng trưởng kinh tế Panama trong năm 2000-2001. Chính phủ Panamma đặt kế hoạch cho các chương trình công tác công cộng, cải cách thuế, hiệp định thương mại khu vực mới để thúc đẩy tăng trưởng kinh tế. Thập kỷ vừa qua cho thấy Panama duy trì được một nền kinh tế phát triển ổn định, trung bình hàng năm tăng trưởng từ 2% đến 4%.
Nền kinh tế Panama là nền kinh tế bị đô la hóa, cơ bản dựa trên các hoạt động dịch vụ với chất lượng cao, chiếm tới 3/4 tổng sản phẩm quốc nội. Trong các loại hình dịch vụ này có thể kể ra như: Kênh đào Panama, ngân hàng, Khu vực tự do Colon, bảo hiểm, cảng container, du lịch... Năm 2007, GDP nước này khoảng 29 tỷ USD, tốc độ tăng trưởng GDP là 7,8%.
Trong thời gian tới, Panama sẽ đạt được tốc độ tăng trưởng cao hơn nhờ dự án mở rộng kênh đào Panama, dự án này đã được khởi động vào năm 2007 và kết thúc vào năm 2014, với tổng kinh phí là 5.3 tỷ USD. Dự án này sẽ nâng gấp đôi năng lực của kênh đào.
Thời gian gần đây, Chính phủ đã thực hiện cải cách hệ thống thuế, an ninh xã hội và thúc đẩy các hiệp định thương mại khu vực, phát triển ngành du lịch. Không chỉ là thành viên của khối CAFTA, Panama đã bắt đầu đàm phán FTA với Hoa Kỳ vào tháng 12 năm 2006.
Tính đến năm 2016, GDP của Panama đạt 55.227 USD, đứng thứ 78 thế giới và đứng thứ 13 khu vực Mỹ Latin.

### Vai trò là thị trường trung chuyển hàng hóa
Panama có vị trí địa lý vô cùng thuận lợi với kênh đào Panama dài 80 km nối Đại Tây Dương với Thái Bình Dương, không chỉ mang lại lợi ích kinh tế quan trọng cho Panama mà còn giúp các tàu biển tiết kiệm thời gian và chi phí trong vận tải đường biển. Panama phát triển mạnh ngoại thương, dịch vụ thương mại, tài chính ngân hàng. Đây là trung tâm tài chính ngân hàng quốc tế với chính sách thông thoáng tạo điều kiện tối đa cho các doanh nghiệp (thuế suất 0% nếu các nguồn vốn, tài chính không đầu tư/sử dụng trên lãnh thổ Panama, đơn giản hóa tối đa thủ tục hành chính trong việc thành lập cơ quan đại diện, tự do chuyển lợi nhuận ra nước ngoài...), là môi trường lý tưởng cho các nhà đầu tư cũng như cho các doanh nghiệp phát triển kinh doanh, quyền tự do kinh doanh của mọi pháp nhân được bảo đảm, không có sự phân biệt đối xử với người nước ngoài. Panama giữ vai trò trung tâm tài chính ở Mỹ Latinh, là nơi cung cấp tín dụng, vốn đầu tư, cho vay, thanh toán quốc tế, bảo hiểm... cho các hoạt động kinh tế, thương mại của thị trường khu vực và thế giới.
Hiện nay Panama là nước có nhiều tàu nước ngoài thuê cờ nhất thế giới nhờ có chính sách ưu đãi và tạo thuận lợi cho khách hàng trên nhiều mặt: pháp luật, tài chính, bảo hiểm... Panama có mạng lưới viến thông bằng sợi cáp quang nối tất cả các quốc gia trên thế giới với tần suất 3.300 gb/giây. Hạ tầng cơ sở của Panama rất phát triển, dân trí cao, chất lượng cuộc sống ở mức cao (không có thiên tai dịch họa; môi trường sống xanh-sạch-đẹp, an lành và thân thiện). Hai ngôn ngữ chính được sử dụng ở Panama là tiếng Tây Ban Nha và tiếng Anh.
Kênh đào Panama được xây dựng cho một luồng giao thông khoảng hơn 13.000 lượt tàu thuyền hàng năm và thông qua đường vận chuyển này đã tạo ra nguồn lợi nhuận kinh tế đáng kể cho thương mại quốc tế. Sử dụng các khu vực trong vùng kênh đào có ý nghĩa cho những cơ hội lớn đầu tư sinh lợi đối với các nhà đầu tư có nhu cầu tăng thêm gia trị sản phẩm hàng hoá và dịch vụ, sử dụng Panama như một vị trí chiến lược với các thị trường mới hoặc thị trường đã có sẵn. Sự thách thức lớn nhất đó là biến đổi đất nước trở thành một trung tâm hậu cần quốc tế gắn liền với sự phát triển của các lĩnh vực hàng hải, công nghiệp, du lịch, thương mại.
Panama là thị trường trung chuyển lớn trên thế giới với kho ngoại quan miễn thuế Colón lớn thứ 2 toàn cầu, lớn nhất châu Mỹ cùng các chính sách cởi mở, thông thoáng, tạo điều kiện tốt cho thương mại quốc tế, mọi giao dịch đều sử dụng đồng USD. Hiện nay có hơn 2000 công ty đặt văn phòng tại Khu Thương mại Tự do Colón trên tổng diện tích 988 ha, trao đổi thương mại đạt trị giá hơn 10 tỷ USD/năm, trong đó nhập khẩu chiếm 45% và tái xuất chiếm 55%. Khu miễn thuế này hàng năm đóng góp 7,5% GDP cho Panama.
Khu Colón gần các quốc gia phát triển của khu vực Thái Bình Dương, Bắc Mỹ và tương đối gần châu Âu, gần như mọi tuyến đường giao thông trên thế giới đều qua Colón khiến nơi này trở thành một trung tâm lý tưởng trong thời đại toàn cầu hóa nền kinh tế thế giới như hiện nay với tốc độ và hiệu quả của việc trung chuyển hàng, giá cả cạnh tranh, thuế suất nhập khẩu là 0%, và 100% cơ hội dành cho các doanh nghiệp với rất nhiều thuận lợi, ưu đãi và thủ tục đơn giản. Colón đặt mục tiêu trở thành trung tâm phân phối hàng hóa thương mại chính yếu cho khu vực châu Mỹ. Panama có nhiều kinh nghiệm trong quản lý, trong lĩnh vực dịch vụ đồng thời có nhu cầu lớn nhập khẩu nhiều chủng loại hàng, nhất là trang thiết bị, máy móc, hàng công nghiệp, hàng tiêu dùng các loại.
Bên cạnh đó, để đón đầu việc FTAA (Khu vực Thương mại Tự do châu Mỹ) ra đời, Panama đang triển khai thực hiện dự án biến Colón thành một "trung tâm hậu cần đa phương thức của châu Mỹ" (kết hợp vận tải đường biển, đường hàng không, đường sắt và đường bộ giữa các nước châu Mỹ với nhau và giữa châu Mỹ với thế giới) với chức năng chính là trung tâm trung chuyển (nhập khẩp-tái xuất) hàng hóa, sẵn sàng tiếp nhận mọi đối tượng đến đầu tư, làm ăn kinh doanh.

### Toàn cầu hoá
Những mức độ thương mại cao của Panaman chủ yếu nhờ Vùng thương mại tự do Colón, vùng thương mại tự do lớn nhất Tây Bán cầu. Theo một phân tích của ban quản lý vùng Colon và đánh giá về thương mại Panama của Cao ủy Kinh tế Liên hiệp quốc vùng Mỹ Latinh và Caribe (ECLAC), năm ngoái vùng này chiếm 92 phần trăm xuất khẩu và 65 phần trăm nhập khẩu của Panama.
Panama có tỷ lệ nguồn thu từ du lịch và đầu tư trực tiếp nước ngoài trên GDP khá lớn (cao thứ tư Mỹ Latinh về cả hai yếu tố) mức độ người dân sử dụng Internet cũng khá cao (đứng thứ tám Mỹ Latinh).

### Lạm phát
Theo Cao ủy Kinh tế vùng Mỹ Latinh và Caribe (ECLAC, hay CEPAL theo tên viết tắt tiếng Tây Ban Nha thông dụng hơn), lạm phát của Panama tính theo Chỉ số Giá Tiêu thụ (CPI) là 2.0 phần trăm năm 2006. Lưu trữ ngày 24 tháng 8 năm 2013 tại Wayback Machine Thường Panama có mức lạm phát thấp.

### Bất động sản
Thành phố Panama từng chứng kiến một cuộc đua giữa hai dự án cạnh tranh nhau với mục tiêu xây dựng tòa nhà cao nhất Mỹ Latinh. Nhưng một trong hai dự án đã bị hủy bỏ. Dự án kia, một tòa nhà ở và khách sạn cao 104 tầng tên gọi Tháp Băng (Ice Tower), được dự định hoàn thành năm 2010.
Dự án Palacio de la Bahia đã bị công ty sáng lập Tây Ban Nha là Olloqui hủy bỏ. Trước kia cả hai dự án đều có quy mô nhỏ, nhưng sau đó bắt đầu gia tăng số tầng để trở thành tòa nhà cao nhất vùng.
Có hơn 105 dự án tại Thành phố Panama nơi các khu lân cận đang có sự tăng trưởng chóng mặt về con số nhà cửa. Tại San Francisco hiện đang có 25 tòa nhà được xây dựng.
Grupo Mall, một công ty khác của Tây Ban Nha, đang xây dựng một tòa nhà làm căn hộ, khu phức hợp, khách sạn và khu thương mại nhiều tầng. Dự án này theo kế hoạch sẽ hoàn thành một phần vào năm 2009.
Ngoài những nhu cầu hiện tại, những phát triển tương lai cũng sẽ có tương lai tốt nhờ kế hoạch mở rộng Kênh đào Panama, một nhà máy lọc dầu của công ty dầu khí Mỹ Occidental Petroleum và một cảng container mới gần lối vào phía Thái Bình Dương của kênh.

### Tình trạng nghèo đói
Dù có những nguồn thu lớn từ Kênh đào Panama và ngành du lịch, Ngân hàng Thế giới đã báo cáo rằng Cộng hòa Panama tiếp tục phải chiến đấu với nạn nghèo đói  Lưu trữ ngày 5 tháng 7 năm 2007 tại Wayback Machine.
Bình đẳng thu nhập cũng là một vấn đề lớn ở nước này. Theo Ngân hàng Phát triển Liên Mỹ, Hệ số Gini trên đầu hộ tại Panama là 0.57. Lưu trữ ngày 28 tháng 2 năm 2007 tại Wayback Machine Đây là một trong những mức độ bình đẳng thu nhập tồi nhất trong vùng và thế giới.

## Nhân khẩu
Tôn giáo tại Panama (2013)

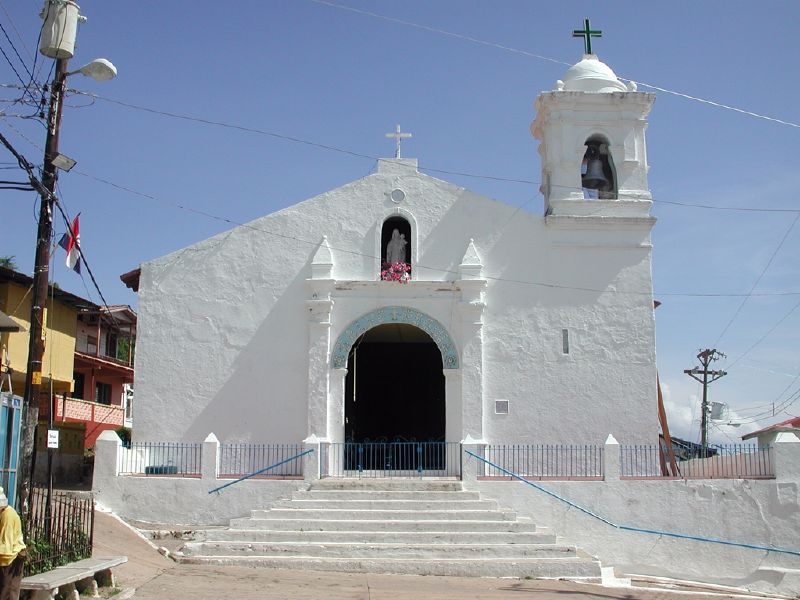
Nhà thờ Iglesia San Pedro ở Taboga Island, đây là nhà thờ lâu đời nhất của Panama và lâu đời thứ hai tại Tây bán cầu

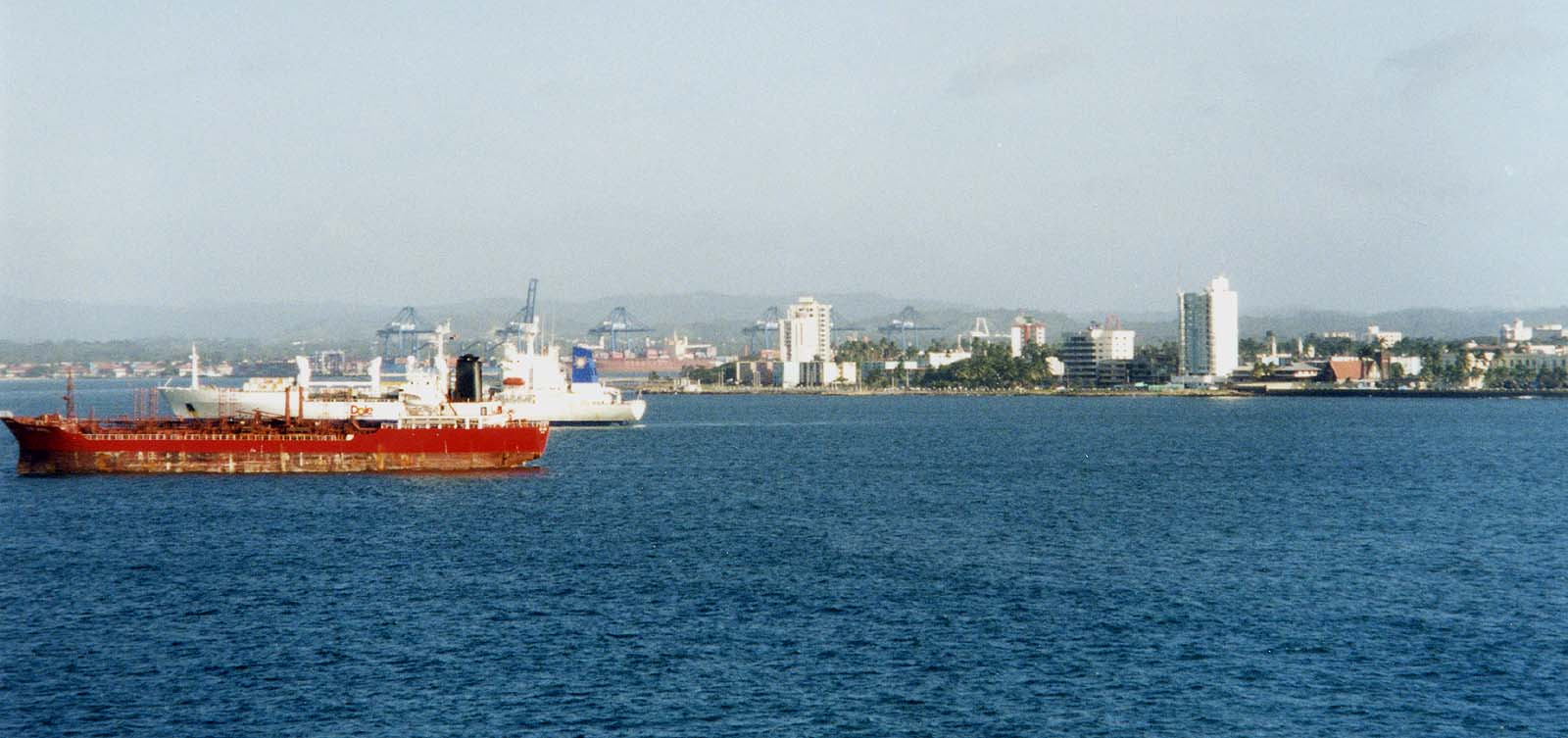
Colón, Panama.

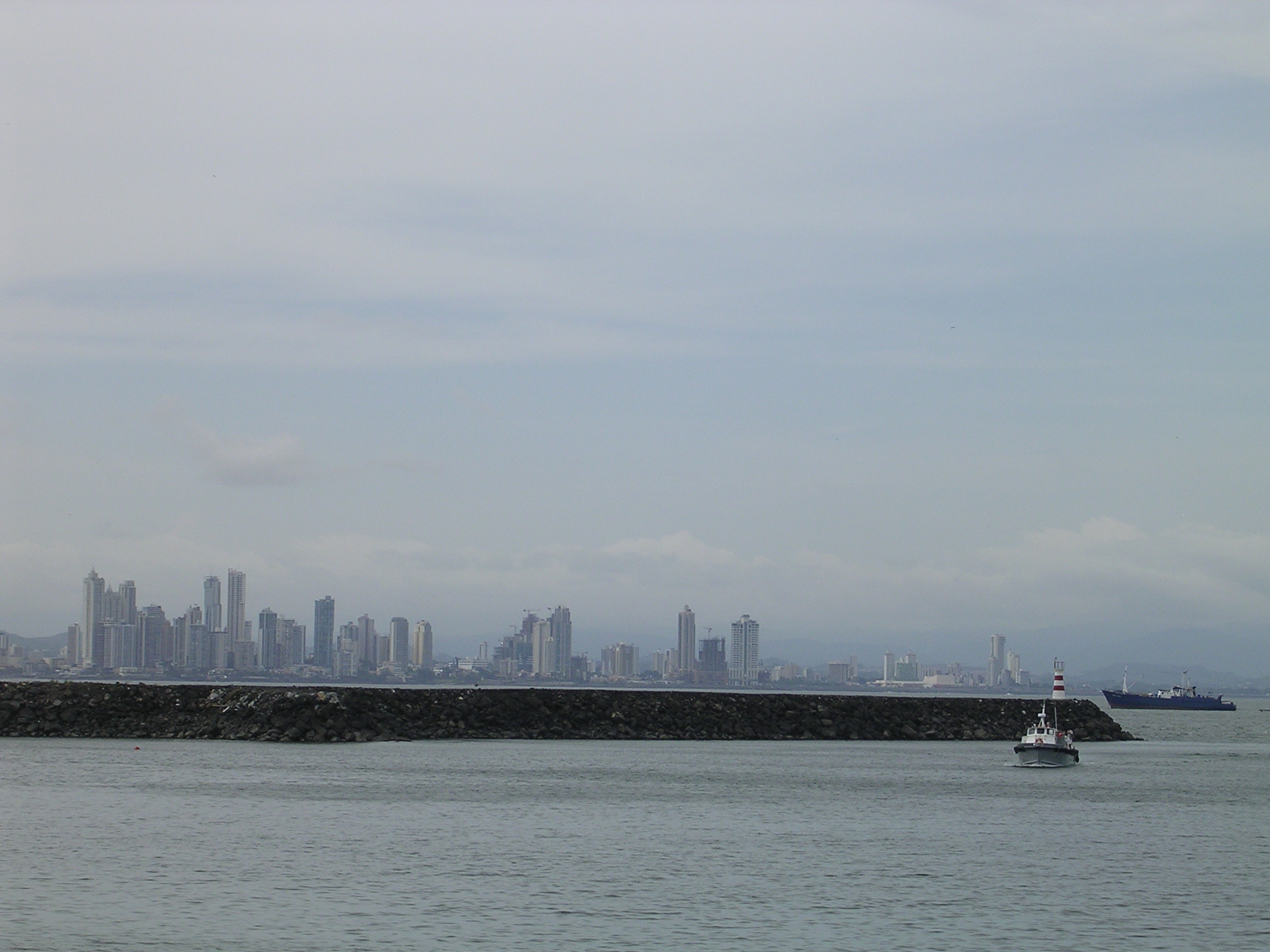
Đường chân trời Thành phố Panama.

Văn hoá, phong tục và ngôn ngữ của người Panama chủ yếu thuộc vùng Caribe và Tây Ban Nha. Về chủng tộc, đa số dân là người mestizo hay lai Amerindian, châu Phi, Tây Ban Nha và người Hoa. Tiếng Tây Ban Nha là ngôn ngữ chính thức và chủ yếu; tiếng Anh cũng được công nhận là một ngôn ngữ chính thức và được sử dụng rộng rãi trong các doanh nghiệp và tại vùng bờ biển Caribe. Hơn một nửa dân số sống tại Thành phố Panama –hành lang đô thị Colón.
Đại đa số người Panama theo Cơ đốc giáo La Mã, chiếm tới 80% dân số. Dù hiến pháp công nhận Cơ đốc giáo là tôn giáo của đại đa số người dân, Panama không có tôn giáo chính thức. Các tôn giáo nhỏ tại Panama gồm Tin Lành (12%), Hồi giáo (4.4%), Bahá'í (1.2%), Phật giáo (ít nhất 1%), Chính thống giáo Hy Lạp (0.1%), Do Thái giáo (0.4%), và Hindu giáo (0.3%). Cộng đồng Do Thái tại Panama, với hơn 10.000 người, là cộng đồng lớn nhất trong khu vực (gồm Trung Mỹ, Colombia và Caribe). Cuộc di cư Do Thái diễn ra vào cuối thế kỷ XIX, hiện tại có các giáo hội Do Thái tại Thành phố Panama, cũng như các trường Do Thái. Bên trong Mỹ Latin, Panama là một trong những nước có tỷ lệ người Do Thái trên dân số lớn, chỉ sau Uruguay và Argentina. Các cộng đồng Hồi giáo, Đông Á, và Nam Á tại Panama cũng rất lớn.
Thành phố Panama có một Nhà thờ Đức tin Bahá'í, một trong tám nhà thờ duy nhất trên thế giới. Được hoàn thành năm 1972, nó nằm trên một quả đồi cao quay mặt ra kênh, và được xây bằng bùn theo kiểu thiết kế châu Mỹ bản xứ.
Vì mối quan hệ thương mại lịch sử của mình, trên tất cả Panama là một quốc gia đa sắc tộc. Ví dụ, điều này được thể hiện ở con số người Hoa đông đảo (xem Người Hoa tại các khu Chinatown Mỹ Latinh). Nhiều người Trung Quốc đã di cư tới Panama để xây dựng tuyến Đường sắt Panama. Một thuật ngữ gọi "gian hàng góc phố" trong tiếng Tây Ban Nha Panama là el chinito, phản ánh thực tế nhiều gian hàng này thuộc sở hữu và do những người nhập cư Trung Quốc điều hành. (Các nước khác có hình mẫu xã hội tương tự, ví dụ, các gian hàng góc phố "Ả Rập" tại Pháp.)
Có bảy sắc tộc bản xứ tại Panama:
- Emberá
- Wounaan
- Ngöbe
- Buglé
- Kuna
- Nazo
- Bribri

Đây là quốc gia nói tiếng Tây Ban Nha nhỏ thứ hai Mỹ Latinh nếu tính theo dân số, ước tính 4,2 triệu người (2019), Uruguay là nước đứng thứ nhất, ước tính 3.463.000 người (2019).